# Certificat d'autenticitat

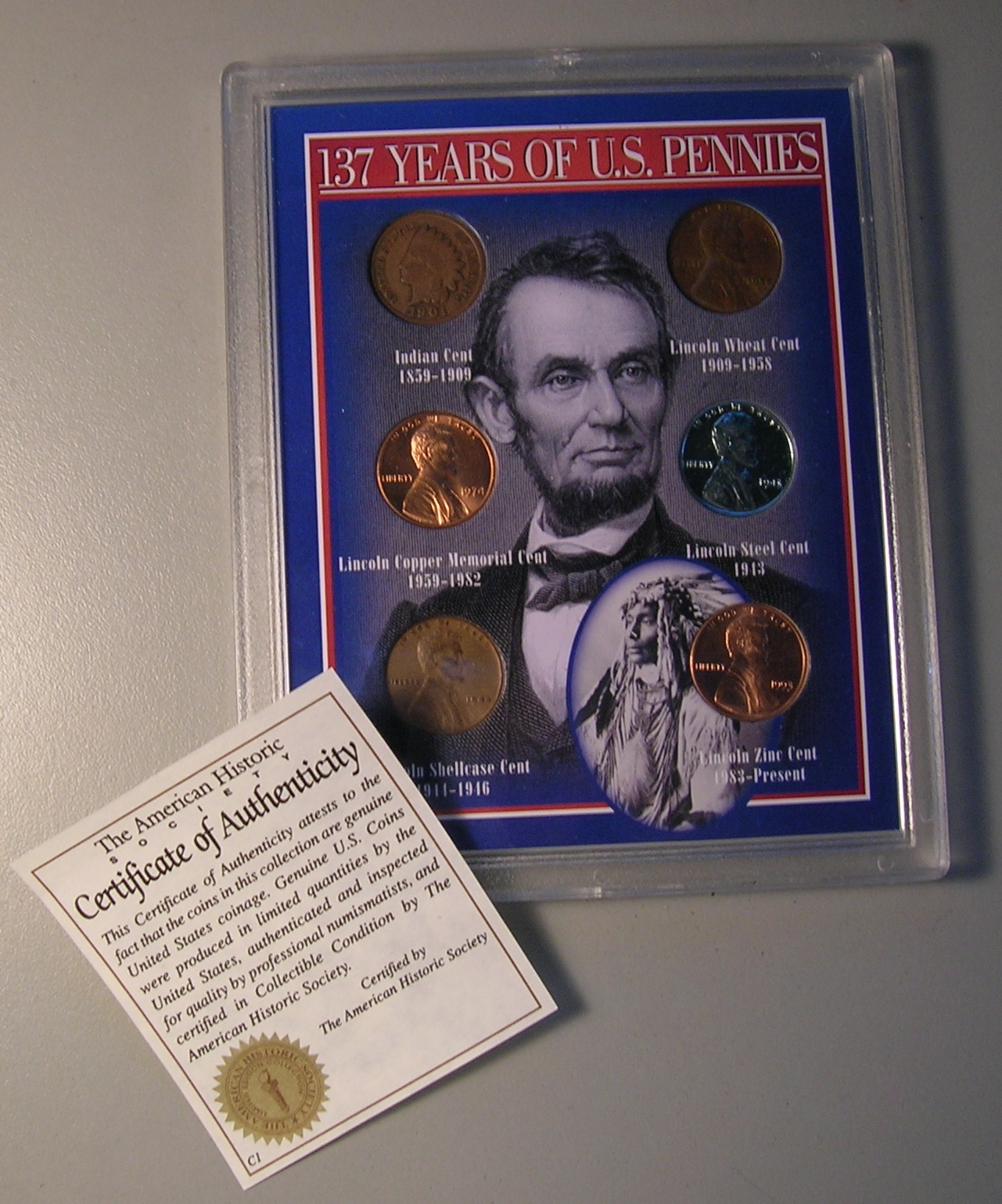
Certificat d'autenticitat d'una col·lecció de monedes.

Un  certificat d'autenticitat  (COA, Certificate of Authenticity) és un segell o etiqueta adhesiva que ve en un programa informàtic privat, samarreta, jersei, o qualsevol altre tipus de producte, com els Souvenir, sobretot en el món de l'esport i els ordinadors, que està dissenyat per demostrar que el producte és autèntic. Els certificats d'autenticitat dels productes informàtics venen amb un nombre de llicències, que verifiquen que el programa és genuí, una còpia legal.
Els COA són també comuns en el món de l'art. En general, un certificat d'autenticitat vàlid d'una obra d'art inclourà detalls específics sobre aquest com ara on i quan es va realitzar, el nom de les persones o companyies que van participar en la realització, el títol exacte de l'obra, la seva mida, i el nom de llibres o revistes de referència que continguin informació relacionada sobre l'autor o l'obra mateixa. El certificat d'autenticitat hauria d'indicar la qualificació i les dades per a contactar amb la persona o entitat que va autoritzar el certificat.